# 95 Arethusa
95 Arethusa је астероид главног астероидног појаса са пречником од приближно 136,04 km.
Афел астероида је на удаљености од 3,527 астрономских јединица (АЈ) од Сунца, а перихел на 2,607 АЈ. 
Ексцентрицитет орбите износи 0,149, инклинација (нагиб) орбите у односу на раван еклиптике 12,999 степени, а орбитални период износи 1962,207 дана (5,372 година). 
Апсолутна магнитуда астероида је 7,84 а геометријски албедо 0,069.
Астероид је откривен 23. новембра 1867. године.